# June Hutton
June Hutton (11 de agosto de 1920 – 2 de mayo de 1973) fue una cantante estadounidense famosa en los años 1940.

## Biografía
Nacida en Chicago, Illinois, en una familia de origen irlandés, a finales de la década de 1930 Hutton se unió a la banda de su medio hermana mayor, Ina Ray Hutton, cantando bajo el nombre de Elaine Merritt. En 1941 entró a formar parte del grupo de Charlie Spivak como miembro de un grupo de vocalistas, The Stardusters (junto con Glenn Calyon, Curt Purnell y Dick Wylder). La orquesta Spivak y The Stardusters actuaron en un film de Betty Grable, Pin-Up Girl, en (1943). Como miembro de The Stardusters consiguió dos éxitos, "This Is No Laughing Matter" y "Brother Bill", consiguiendo otro más como artista en solitario, "Dreamsville, Ohio".
En 1944, cuando Jo Stafford abandonó el grupo The Pied Pipers para trabajar en solitario, Hutton fue su sustituta. Con los Pipers grabó diversos éxitos: "Lily Belle", "Mam'selle", "In the Middle of May", "My Happiness", y la canción marca de la casa de los Pipers, "Dream". En 1945 dobló la voz como cantante a Vera-Ellen en el film, Wonder Man.
En 1950 dejó el grupo y se hizo solista. Al año siguiente se casó con el líder de banda y compositor Axel Stordahl. Las grabaciones de Hutton para Capitol Records disponían del acompañamiento de la orquesta de Stordahl. En 1953 consiguió tres éxitos para Capitol: "Say You're Mine Again", "No Stone Unturned", y "For the First Time". "Say You're Mine Again" fue su único hit en la UK Singles Chart, alcanzando el número 6 en 1953.
June Hutton falleció en Encino, California, en 1973. Tenía 52 años de edad. Fue enterrada en el Cementerio Forest Lawn Memorial Park de Glendale (California).